# Nsumbu Mazuwa
Emmanuel Nsumbu Mazuwa est un footballeur congolais né le 24 septembre 1982 à Kisangani. Il joue au poste de milieu de terrain. Il a participé à la Coupe d'Afrique des nations de football 2004 avec la RD Congo. Il compte 31 sélections depuis 2002.

## Palmarès
- AS Vita Club
  - Coupe du Congo : 2001
  - Linafoot 2003 : 2003
- Hapoël Haïfa
  - Liga Leumit : 2004